# We Are Harlot
We Are Harlot est un supergroupe américain de hard rock, originaire de Los Angeles, en Californie.

## Histoire

### Débuts (2010–2013)
Dans de multiples interviews, Danny Worsnop a mentionné ce groupe et l'a appelé « Harlot » ; il a expliqué qu'après avoir tourné avec Asking Alexandria en 2013, il tournerait avec ce groupe et sortirait un album, en plus de son album solo dans un futur proche. Le groupe est formé trois ans avant les événements de 2014, après que Worsnop et Jeff George, anciennement Sebastian Bach, qui partageaient le même avocat Eric German, se soient rencontrés à Los Angeles la veille du Nouvel An 2010, et dans les deux jours qui ont suivi, ils se sont liés et ont emménagé ensemble en tant que colocataires dans la maison de Worsnop à Beverly Hills.
Après avoir discuté de leurs projets musicaux, Worsnop invite Bruno Agra, anciennement de Revolution Renaissance, et les trois commencent à faire des démos basées sur l'ancien groupe d'Agra,. La démo devait initialement servir de matériel pour l'album solo de Worsnop, mais une fois qu'ils ont rencontré Brian Weaver de Silvertide, qui est devenu membre du groupe après qu'ils ont annoncé le rôle d'un bassiste à plein temps, le groupe s'est développé,. Avant l'annonce du premier concert du groupe, le groupe était considéré comme un projet secondaire en raison de l'engagement de Worsnop dans Asking Alexandria, dont il était le chanteur à plein temps à l'époque, et il a exprimé qu'il n'aurait pas pu passer autant de temps avec ce projet qu'il le souhaitait.

### Album éponyme (2014–2015)
Le groupe est annoncé au festival annuel de rock Rock on the Range off 2014 sous le nom de We Are Harlot, ce qui en fait leur première prestation devant un public. Pendant ce temps, le groupe annonce la sortie de son album au cours de l'été de la même année. Le groupe s'appelait à l'origine simplement « Harlot », mais Jeff George explique qu'en raison de problèmes de droits d'auteur et juridiques, ils se sont remodelés en « We Are Harlot »,. Le groupe révèle ensuite la sortie du premier single de l'album pour le 14 mai, intitulé Denial. Lors de la signature avec Roadrunner Records, le groupe déclare que « ... Roadrunner a fait un grand pas en avant pour ce qui est des droits d'auteur » : « ...Roadrunner nous a soutenus depuis le début. Quand il s'agissait de signer un contrat, tous les labels nous ont appelés, mais un seul nous a rappelés. Les fondations de Roadrunner Records ont été construites sur de grands groupes de rock 'n' roll, des groupes qu'on aime, et on est là pour continuer à porter ce flambeau et à secouer ces fondations. »
Après un concert au Rock on the Range, le groupe joue ensuite dans différents festivals et tournées, notamment au Rocklahoma en mai, remplaçant le groupe de heavy metal Trivium en raison de le chanteur s'étant endommagé la voix, en première partie de The Pretty Reckless le 28 mai au Hard Rock Hotel and Casino de Las Vegas, en interprétant Denial comme nouvelle musique d'introduction à WWE Raw le 18 août, et également au festival Aftershock de 2014 en septembre.
Début janvier 2015, le groupe publie une déclaration via Rocksound Magazine indiquant qu'il sortirait son premier album en mars de la même année. Le groupe annonce officiellement son premier album éponyme en janvier après avoir publié son deuxième single, Dancing on Nails, et le rend disponible en pré-commande pour le 30 mars aux États-Unis. Worsnop annonce également son départ d'Asking Alexandria, déclarant qu'il voulait se concentrer davantage sur ce groupe et qu'il pensait qu'Asking Alexandria se débrouillerait mieux sans lui, admettant également qu'il ne voulait plus se consacrer au heavy metal,. L'album est lancé avec succès et se classe au 165e rang aux États-Unis et au 58e rang au Royaume-Uni,. L'album s'est également vendu à 5 000 exemplaires rien qu'aux États-Unis au cours de sa première semaine de publication.
Le groupe est annoncé au festival Fort Rock du sud de la Floride et au festival Rockville du nord de la Floride en avril 2015, et devait se produire au Rock on the Range pour la deuxième fois ainsi qu'à un nouveau festival nommé Northern Invasion basé dans le Somerset, qui ont tous deux eu lieu en mai,,,. Ils se sont également produits au Download Festival, qui est leur première prestation au Royaume-Uni, et au Sonisphere Festival à Milan, en Italie, qui a été leur première prestation en Italie, en juin,.

### Deuxième album à venir (depuis 2016)
En 2016, le groupe se produit au Shiprocked le 25 janvier aux côtés d'autres groupes comme Halestorm et Hellyeah, le groupe se produit également au Rock USA Festival le 16 juillet,. En octobre, alors que Worsnop rejoint son ancien groupe Asking Alexandria, le groupe annonce une nouvelle musique en publiant un extrait d'une chanson intitulée Holding on Is Worse, et déclare publiquement sur les médias sociaux que malgré le retour de Worsnop dans son ancien groupe, le groupe ne sera pas mis de côté et qu'un nouvel album sortira en février 2017. Bien que l'album n'ait pas été publié au cours de ce mois, Worsnop confirme en mars qu'il travaillait sur le disque et qu'il ferait entrer le groupe en studio au cours de l'été de la même année. Dans une interview, Worsnop déclare que le deuxième album du groupe est retardé indéfiniment jusqu'à ce que les membres du groupe soient de nouveau en bons termes, choisissant de concentrer son énergie sur l'album solo et Asking Alexandria dans l'intervalle. 
Au milieu de l'année 2023, il n'y a aucune preuve que le groupe sortira un deuxième album ou se produira à nouveau en concert.

## Discographie
- 2015 : We Are Harlot (album, Roadrunner Records)